# Elfentanz
De Elfentanz (opus 39) (in het Nederlands: Elfendans) is een compositie van de Boheemse cellist en componist David Popper.
Het stuk is geschreven voor cello en wordt begeleid door een piano of een orkest. De cello leidt het stuk in, waarna een korte rust volgt, en de piano en cello samen verdergaan in de extreem snelle dans. Het stuk eindigt met twee korte pizzicato arpeggio's. Het stuk duurt ongeveer vijf minuten.
Het stuk vereist een buitengewoon gevorderde techniek op het gebied van strijken, het gebruik van duimpositie en een haast onmogelijke vingerzetting waarin de linkerhand zich in rare bochten moet wringen. Tevens moet de cellist om de hoge noten te bereiken de toets verlaten. De moeilijkheidsgraad van het stuk mag dan min of meer onmogelijk zijn, dat betekent nog niet dat het onmogelijke nog nooit is gelukt: zie bijvoorbeeld een uitvoering door Daniel Gaisford in 1989.